# Лама-Гаропа (Асти)
Лама-Гаропа је насеље у Италији у округу Асти, региону Пијемонт.
Према процени из 2011. у насељу је живело 57 становника. Насеље се налази на надморској висини од 162 м.